# Medalia „A 10-a aniversare a organelor vamale ale RMN”

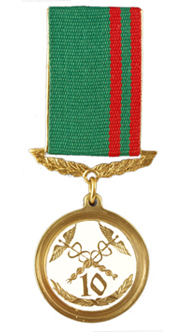
Medalia "A 10-a aniversare a organelor vamale ale RMN"

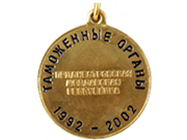
Reversul medaliei "A 10-a aniversare a organelor vamale ale RMN"

Medalia "A 10-a aniversare a organelor vamale ale RMN" (în rusă Медаль "10 лет таможенным органам Приднестровской Молдавской Республики") este una dintre decorațiile jubiliare ale auto-proclamatei Republici Moldovenești Nistrene. Ea a fost înființată prin decret al președintelui RMN, Igor Smirnov, din anul 2002.

## Statut
1. Medalia jubiliară "A 10-a aniversare a organelor vamale ale RMN" a fost înființată pentru a sărbători 10 ani de la înființarea organelor vamale ale Republicii Moldovenești Nistrene și a-i încuraja pe funcționarii și lucrătorii organelor vamale ale Republicii Moldovenești Nistrene care și-au îndeplinit responsabilitățile cu cinste, au participat activ la organizarea și realizarea activității vamale, au desfășurat o activitate și muncă îndelungată în cadrul organelor vamale, precum și pe cei care au contribuit la dezvoltarea organelor vamale ale Republicii Moldovenești Nistrene.
2. Cu Medalia jubiliară "A 10-a aniversare a organelor vamale ale RMN" sunt decorați:
a) funcționarii oficiali ai organelor vamale ale Republicii Moldovenești Nistrene, cu funcții de conducere, care au avut parte de aprecieri pozitive și care lucrează la data de 1 octombrie 2002 în serviciul organelor vamale ale Republicii Moldovenești Nistrene;
b) angajații organelor vamale ale Republicii Moldovenești Nistrene, fără funcții de conducere, care au avut parte de aprecieri pozitive și care lucrează la data de 1 octombrie 2002 în organele vamale ale Republicii Moldovenești Nistrene;
c) angajații altor ministere, departamente și organizații ale Republicii Moldovenești Nistrene, care au sprijinit activ organele vamale ale RMN în desfășurarea activității lor;
d) cetățenii altor state, care au participat activ la dezvoltarea organelor vamale ale Republicii Moldovenești Nistrene.
3. Medalia jubiliară "A 10-a aniversare a organelor vamale ale RMN" se poartă pe partea stângă a pieptului și este aranjată după Medalia "A 10-a aniversare a Ministerului Securității Statului al RMN".

## Descriere
Medalia "A 10-a aniversare a organelor vamale ale RMN" are formă de cerc cu diametrul de 32 mm și este confecționată din alamă. Pe aversul medaliei, pe o porțiune de culoare argintie cu diametrul de 26 mm, se află stema stilizată a organelor vamale ale Republicii Moldovenești Nistrene, ocupând secțiunea centrală a acesteia. Sub stemă se află localizată numărul "10", cu dimensiunea de 8 X 5 mm. În partea de jos a porțiunii argintii sunt dispuse în arc de cerc frunze de lauri. Imaginea aversului este convexă. Atât inscripțiile, cât și marginea aversului (cu o înălțime de 0,5 mm) sunt de culoare aurie. 
Pe reversul medaliei, în partea de mijloc, se află inscripția în relief pe trei linii: "Приднестровская Молдавская Республика". Cuvântul "Приднестровская" este situat aproape pe întreaga lungime a diametrului medaliei. Literele au dimensiunea de 2 X 14 mm, sunt convexe și sunt încrustate în relief. În jumătatea de sus, de-a lungul marginii medaliei, se află dispusă în arc de cerc inscripția "таможенные органы" ("Organele vamale"). Dimensiunile literelor sunt de 3 X 2,1 mm, literele fiind săpate în metal și acoperite cu un smalț albastru. În jumătatea de jos, de-a lungul marginii medaliei, se află dispuse în arc de cerc numerele "1992-2002". Cifrele au dimensiunea de 3 X 2,1 mm, fiind săpate în metal și acoperite cu un smalț albastru.
Medalia este prinsă printr-o ureche de imaginea a două frunze de lauri a panglicii, frunzele fiind așezate în unghi de 140º. Panglica are formă rectangulară, este de mătase de culoare verde, având dimensiunile de 27 X 40 mm. În partea dreaptă a panglicii sunt folosite culorile steagului național al Republicii Moldovenești Nistrene: roșu-verde-roșu, cu lățimi de câte 3 mm fiecare. Pe reversul panglicii se află o agrafă pentru prinderea decorației de haine.